# Sommersby
Sommersby är en fransk-amerikansk film från 1993.

## Handling
Laurel Sommersby kämpar för att klara av arbetet på gården, efter att hennes man Jack förmodas ha stupat i inbördeskriget. Plötsligt kommer en man som säger sig vara Jack. Han tycks veta en hel del om Laurels liv med Jack, men samtidigt verkar han så förändrad - visserligen förändrad till det bättre, men ändå... 

## Om filmen
Sommersby regisserades av Jon Amiel. Den är en nyare variant av den franska filmen Martin Guerres återkomst från 1982, men istället för medeltiden utspelar den sig i USA efter det amerikanska inbördeskriget.
Filmen hade svensk premiär den 5 mars 1993.

## Rollista (urval)
- Richard Gere - John Robert 'Jack' Sommersby
- Jodie Foster - Laurel Sommersby
- Bill Pullman - Orin Meecham
- James Earl Jones - Judge Barry Conrad Issacs
- Lanny Flaherty - Buck
- William Windom - Reverend Powell
- Wendell Wellman - Travis
- Brett Kelley - Little Rob
- Clarice Taylor - Esther
- Frankie Faison - Joseph